# Галечка, Юзеф
Юзеф Галечка (пол. Józef Gałeczka; 28 февраля 1939 года, Гливице — 7 июля 2021 года) — польский футболист, игравший на позиции нападающего, тренер.
Дебютировал за сборную Польши 2 сентября 1962 года в Познани, в проигранном со счётом 0:2 матче со сборной Венгрии. Всего за сборную провёл 18 матчей, забив 5 голов.
В лиге забил 98 голов. В 1964 году завоевал звание лучшего бомбардира лиги (18 голов). Вместе с «Заглембе» выиграл по два раза Кубок Польши и как игрок (1962, 1963), и как тренер (1977, 1978).
После футбольной карьеры работал тренером в Заглембе Сосновец.